# Nimpkish River
Nimpkish River är ett vattendrag i Kanada.   Det ligger i Regional District of Mount Waddington och provinsen British Columbia, i den sydvästra delen av landet, 3 800 km väster om huvudstaden Ottawa.